# Justicia wallichii
Justicia wallichii är en akantusväxtart som först beskrevs av Christian Gottfried Daniel Nees von Esenbeck, och fick sitt nu gällande namn av T. Anders.. Justicia wallichii ingår i släktet Justicia och familjen akantusväxter. Inga underarter finns listade i Catalogue of Life.